# Louise Allbritton
Pour les articles homonymes, voir Albritton.
Louise Allbritton, née le 3 juillet 1920 à Oklahoma City, dans l'Oklahoma, et morte le 16 février 1979 à Puerto Vallarta, au Mexique, est une actrice américaine.

## Filmographie

### Cinéma
- 1942 : Danger in the Pacific : Jane Claymore
- 1942 : Deux Nigauds détectives (Who Done It?) de Erle C. Kenton : Jane Little
- 1942 : Not a Ladies' Man : Ethel Burlridge
- 1942 : Parachute Nurse : Helen Ames
- 1942 : La Fièvre de l'or noir (Pittsburgh) de Lewis Seiler  : Shannon Prentiss
- 1943 : Symphonie loufoque (Crazy House) de Edward F. Cline : elle-même (non créditée)
- 1943 : Fired Wife : Tahitha 'Tig' Callahan Dunne
- 1943 : Good Morning, Judge : Elizabeth Christine Smith
- 1943 : It Comes Up Love : Edie Ives
- 1943 : Le Fils de Dracula (Son of Dracula) de Robert Siodmak : Katherine Caldwell
- 1944 : Cavalcade musicale (Bowery to Broadway) de Charles Lamont  : Lillian Russell
- 1944 : Her Primitive Man : Sheila Winthrop
- 1944 : Hollywood Parade : elle-même (non créditée)
- 1944 : San Diego I Love You de Reginald Le Borg : Virginia McCooley
- 1944 : Et voilà la vie (This Is the Life) de Felix E. Feist : Harriet West Jarrett
- 1945 : Men in Her Diary : Isabel Glenning
- 1945 : Penny cherche un père (That Night with You) de William A. Seiter : Sheila Morgan
- 1946 : Tanger de George Waggner : Dolores
- 1947 : L'Œuf et moi  (The Egg and I) de Chester Erskine : Harriet Putnam
- 1948 : Tous les maris mentent (An Innocent Affair) de Lloyd Bacon : Margot Fraser
- 1948 : Bonne à tout faire (Sitting Pretty) de Walter Lang : Edna Philby
- 1948 : La Grande Menace (Walk a Crooked Mile) : Dr. Toni Neva
- 1949 : Face au châtiment (The Doolins of Oklahoma) de Gordon Douglas : Rose of Cimarron
- 1964 : Felicia : Felicia

### Courts-métrages
- 1942 : Keeping Fit

### Télévision

#### Séries télévisées
- 1949 : NBC Presents
- 1949 : The Philco-Goodyear Television Playhouse
- 1949 : The Silver Theatre
- 1950 : Robert Montgomery Presents
- 1950 : The Chevrolet Tele-Theatre (en)
- 1950 : The Stage Door : Celia Knox
- 1950-1952 : Armstrong Circle Theatre
- 1950-1952 : Studio One in Hollywood : Celia Arden / Gemma
- 1953 : Lux Video Theatre (en) : Mavis Bryson
- 1953 : The Philip Morris Playhouse
- 1954-1955 : Concerning Miss Marlowe : Maggie Marlowe #1
- 1954 : Kraft Theatre
- 1954 : The Web
- 1955 : Appointment with Adventure : Norma
- 1955 : The Way of the World
- 1956 : Alfred Hitchcock présente : Renee
- 1958 : ITV Play of the Week : Marion Castle
- 1958 : Theatre Night : Margaret Lester
- 1959 : Armchair Theatre
- 1959 : L'Homme invisible : Zena Fleming
- 1961 : Naked City : Elva Keyling
- 1961 : The United States Steel Hour (en) : Susan Lambert